# Prawidłowa postawa ciała
Prawidłowa postawa ciała – taki układ poszczególnych odcinków ciała niedotkniętych zmianami, który zapewnia optymalne zrównoważenie i stabilność ciała, wymaga minimalnego wysiłku mięśniowego, zapewnia dużą wydolność statyczno-dynamiczną oraz stwarza warunki właściwego ułożenia i działania narządów wewnętrznych. 
Poprawna postawa ciała jest warunkiem prawidłowego rozwoju fizycznego i psychicznego.
Prawidłowa postawa ciała jest różna w zależności od wieku:
- Prawidłowa postawa ciała małego dziecka charakteryzuje się:
  - niewystawaniem barków do przodu,
  - ustawieniem tyłu głowy i pleców w jednej linii,
  - wypukłym brzuchem,
  - nieznaczną lordozą lędźwiową,
  - całym tułowiem pochylonym do przodu,
  - lekkim zgięciem stawów biodrowych i kolanowych,
  - płaskostopiem do 4-5. roku życia,
  - do około 3. roku życia szpotawością kolan, która około 4. roku życia przechodzi w fizjologiczną koślawość.
- Prawidłowa postawa dziecka w wieku szkolnym charakteryzuje się:
  - nieco spłaszczoną klatką piersiową, przez co wyraźniejsze staje się zaokrąglenie barków,
  - nieco mniej wypukłym brzuchem,
  - wyraźniejszą lordozą lędźwiową,
  - prostymi kończynami dolnymi,
  - nieco mniejszym zgięciem stawów biodrowych i kolanowych,
  - zanikiem płaskostopia.
- Prawidłowa postawa ciała w wieku dorastania charakteryzuje się:
  - wyprostowaną postawą ciała,
  - zmniejszeniem wystawania brzucha,
  - zanikiem zgięcia stawów biodrowych i kolanowych.
- Prawidłowa postawa ciała osoby dorosłej charakteryzuje się:
  - nieznacznie wysuniętą do przodu głową,
  - płaskim brzuchem, cofniętym w stosunku do klatki piersiowej,
  - wygięciem kręgosłupa w kształcie litery S w płaszczyźnie strzałkowej.

Za prawidłową postawę ciała odpowiada m.in. układ mięśniowy. Do mięśni odpowiedzialnych za utrzymanie postawy ciała w pozycji stojącej należą:
- Z przodu:
  - mięśnie szyi,
  - mięśnie klatki piersiowej,
  - mięśnie brzucha,
  - mięśnie biodrowo-lędźwiowe,
  - mięsień czworogłowy uda.
- Z tyłu:
  - mięsień prostownik grzbietu,
  - mięśnie pośladkowe,
  - mięśnie kulszowo-goleniowe.

Dużą rolę gra również ustawienie miednicy, ponieważ na niej opiera się kręgosłup i zmiany jej ustawienia powodują zaburzenia w ustawieniu kręgosłupa. Zwiększenie przodopochylenia miednicy powoduje zwiększenie nachylenia kości krzyżowej i pogłębienie lordozy lędźwiowej. Zmniejszenie pochylenia miednicy do przodu powoduje natomiast bardziej pionowe ustawienie kości krzyżowej i zmniejszenie lordozy lędźwiowej. Przodopochylenie miednicy można mierzyć dwoma sposobami:
- mierząc kąt między linią poziomą, a płaszczyzną wchodu miednicy mniejszej (linia łącząca górny brzeg spojenia łonowego i przednią krawędź krążka międzykręgowego, pomiędzy trzonem L5 a kością krzyżową) – powinien wynosić 50-55° u mężczyzn, a u kobiet 55-60°;
- mierząc kąt za pomocą specjalnego cyrkla (inkliniometr), biorąc pod uwagę płaszczyznę przechodzącą przez kolec biodrowy tylny górny i górny brzeg spojenia łonowego w stosunku do poziomu – kąt ten powinien wynosić około 31° u mężczyzn i 28° u kobiet (u dzieci jest mniejszy).

Stopień przodopochylenia miednicy zależy przede wszystkim od ustawienia w stawach biodrowych, które stabilizowane jest przez układ więzadłowo-torebkowy i mięśniowy. Przykurcze w stawach biodrowych powodują zwiększenie pochylenia miednicy do przodu.